# Mercedes-Benz C-Klasse

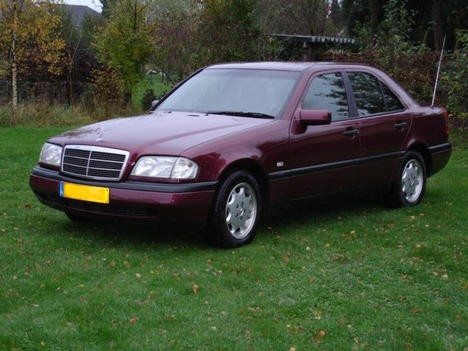
De C-Klasse van 1993 tot 2000, de W202-generatie

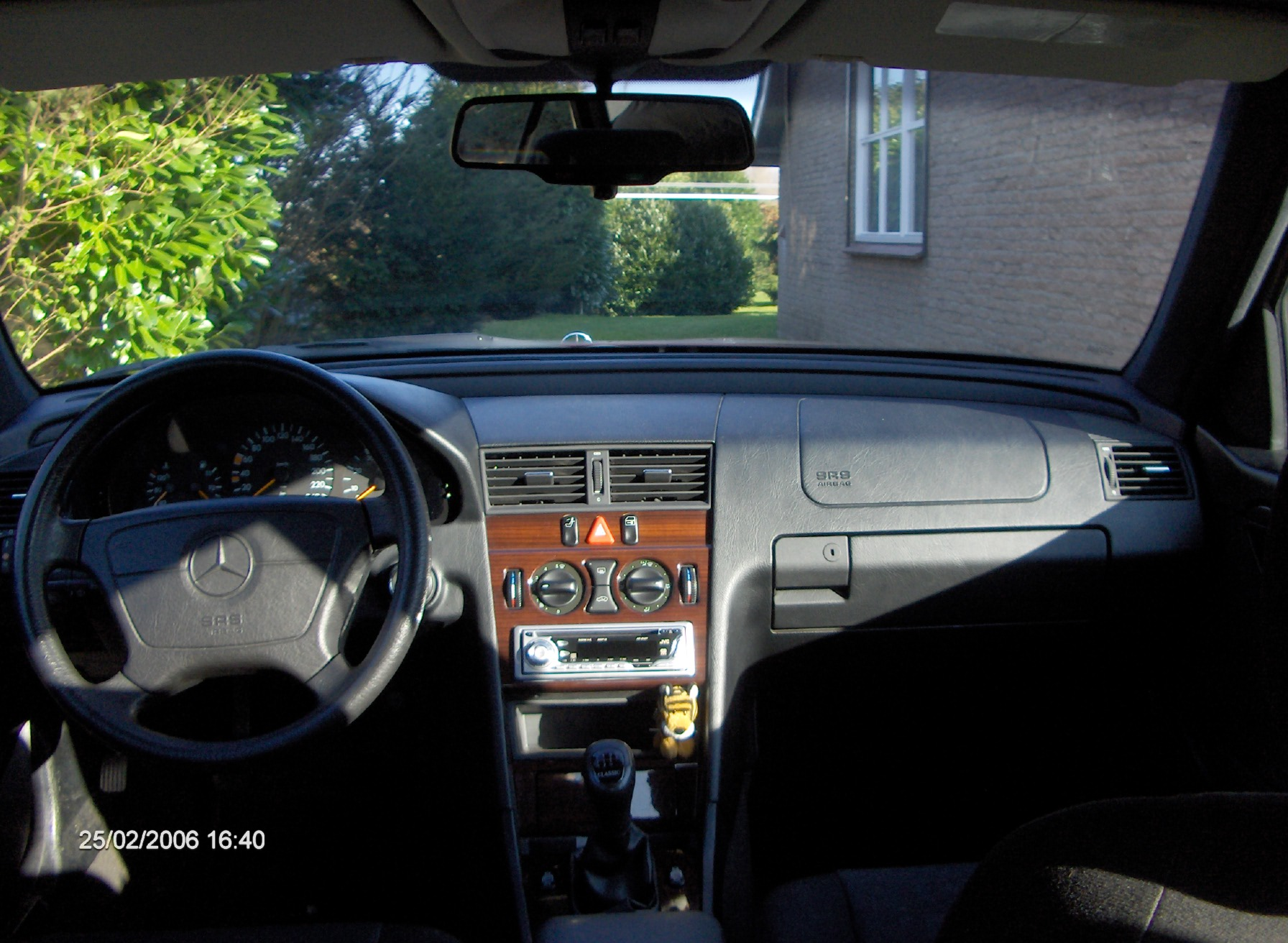
Interieur van een W202, hier in de uitvoering Classic

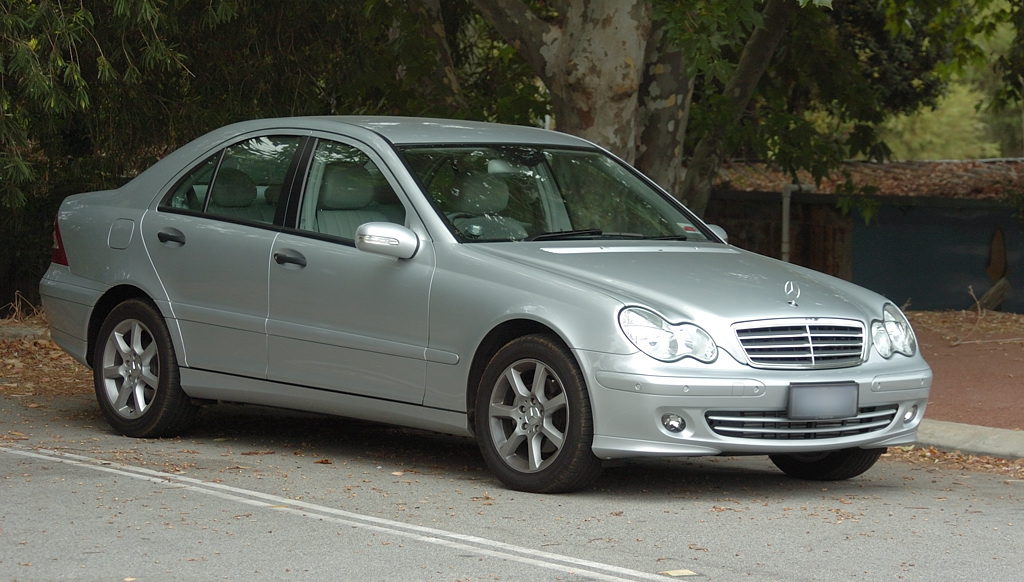
De C-Klasse van 2000 tot 2007, de W203-generatie

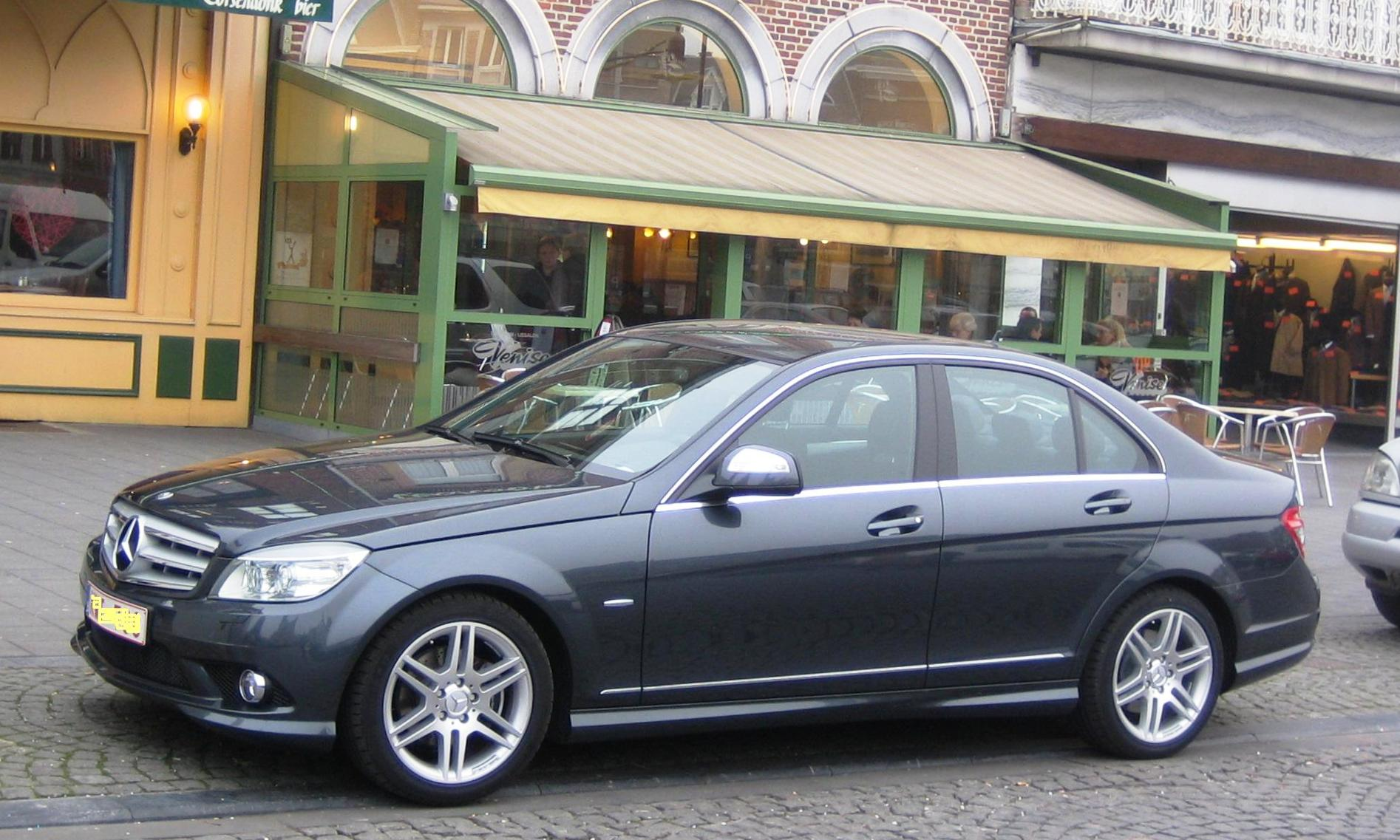
Mercedes-Benz W204, in uitvoering Avantgarde, met AMG sportpakket

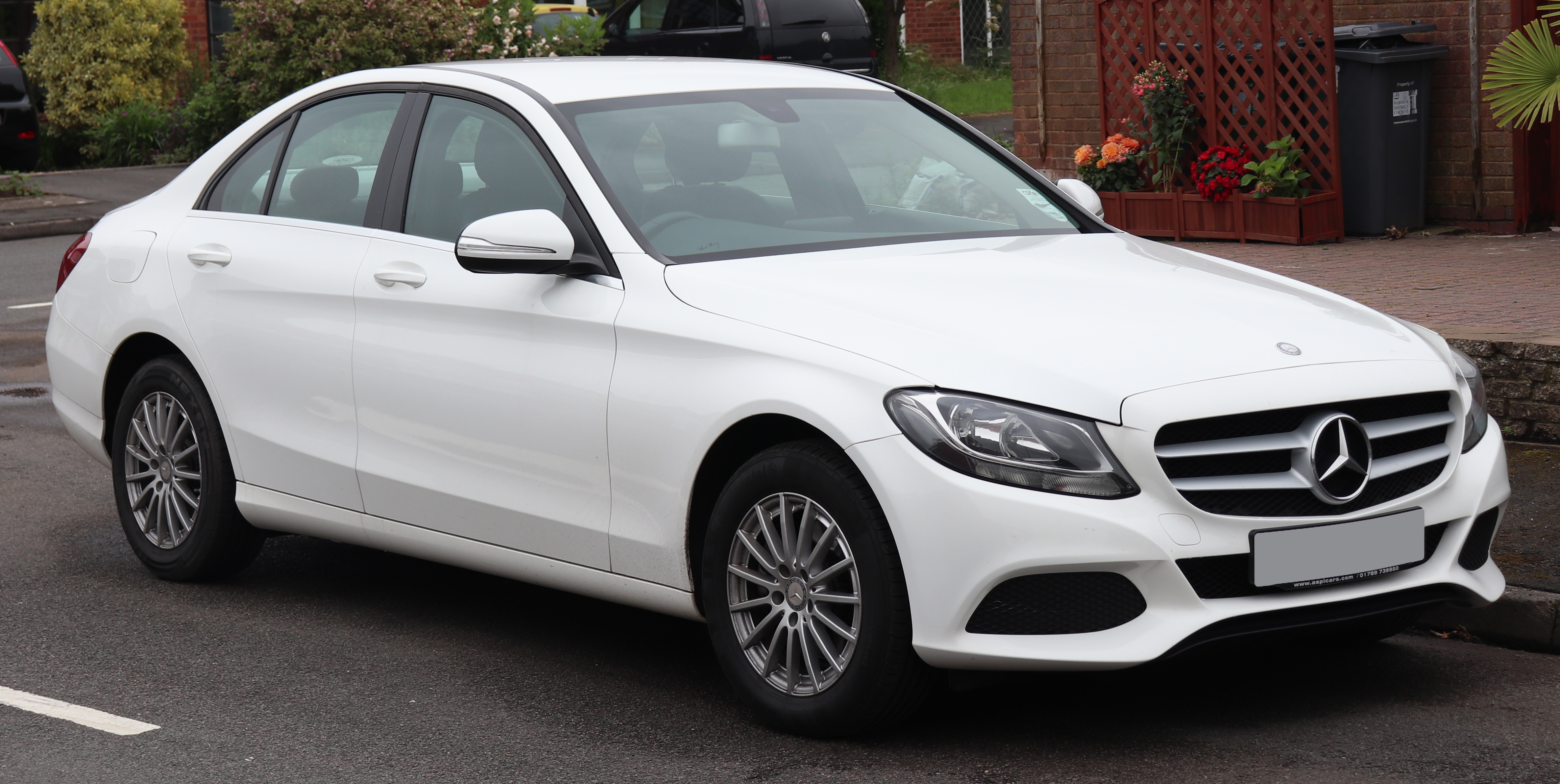
Mercedes-Benz W205

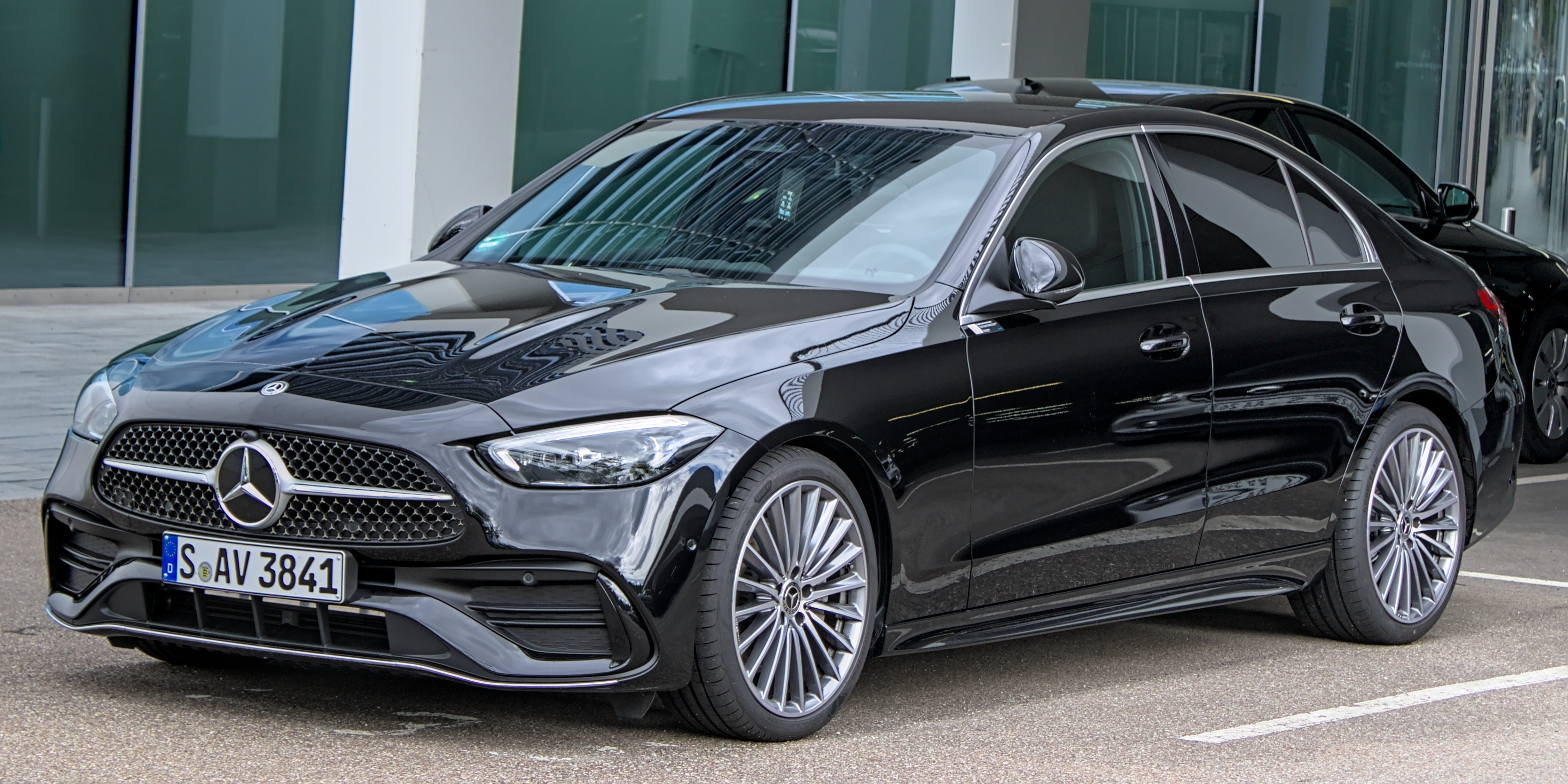
Mercedes-Benz W206

De Mercedes-Benz C-Klasse is een middenklasse auto van de Duitse autoproducent Mercedes-Benz. De auto wordt vanaf 1993 geproduceerd en is de opvolger van de Mercedes-Benz 190. Lange tijd was het de kleinste van Mercedes, tot het verschijnen van de A-Klasse. C-modellen hebben altijd achterwielaandrijving en zijn beschikbaar met vier- of zescilindermotoren. Ook zijn er vijfcilinder diesels geweest en hebben de AMG modellen V8 motoren. 
Het Mercedes-Benz C-Klasse-programma bestaat traditioneel uit twee varianten, als sedan of stationwagen. Er is echter van de W203-generatie ook een sportcoupé geweest, en vanaf de W204-generatie is de C-klasse er ook als coupé. Bij de W205 is de vierde carrosserievariant toegevoegd, de cabriolet.
De voornaamste concurrenten van de C-klasse zijn de BMW 3-serie en Audi A4. Andere concurrenten zijn de Lexus IS, Alfa Romeo Giulia, Jaguar XE en Volvo S60.

## AMG
AMG heeft vele modellen gebaseerd op de C-klasse gemaakt. De C 36 AMG van de W202 generatie was het eerste officiële AMG product van Mercedes-Benz. In de meeste gevallen heeft de C AMG een V8. In twee gevallen werd dit echter een zescilinder. Dit zijn alle reguliere AMG-versies van de C-klasse:
- C 36 AMG W202 (280 pk)
- C 43 AMG W202 (306 pk)
- C 30 CDI AMG W203 (231 pk), diesel.
- C 32 AMG W203 (354 pk)
- C 55 AMG W203 (367 pk)
- C 63 AMG W204 (457 pk)
- C 63 AMG W205 (476 pk)
- C 63 S AMG W205 (510 pk)

## Generaties
- W202 (1992 - 2001)
- W203 (2001 - 2007)
- W204 (2007 - 2015)
- W205 (2014 - 2021)
- W206 (2021 - Heden)